# 盧氏孔燈鱂
盧氏孔燈鱂，為輻鰭魚綱鯉齒目鯉齒亞目花鳉科的其中一種，分布於非洲貝南、多哥、喀麥隆、奈及利亞的淡水流域，屬肉食性，生活習性不明。

## 擴展閱讀
維基物種上的相關：盧氏孔燈鱂